# Joaquín Arrarás
Joaquín Arrarás Iribarren (Pamplona, 1898 - Madrid, 8 de agosto de 1975) fue un periodista, editorialista e historiador español. 

## Biografía
Nacido en Pamplona en 1898, Arrarás se inició en el periodismo en Burgos, en el periódico El Castellano. En 1922 se trasladó a Barcelona, donde fue corresponsal del diario católico madrileño El Debate. Más tarde sería enviado especial del mismo periódico en el Marruecos español (donde conocería a Francisco Franco), Reino Unido, Portugal, Francia, Italia, EE. UU. y Próximo Oriente.
En 1925 pasó a dirigir El Diario Montañés de Santander, en el que introdujo notables cambios, técnicos y de redacción. La empresa abandonó su vieja sede para trasladarse a un edificio propio de nueva construcción en la calle del Arcillero donde se montó una rotoplana, se instaló una máquina "Duplex" y un taller de fotograbado. Al tiempo que se inició la modernización tecnológica del diario, Arrarás cambió el formato y dio a las informaciones un carácter parecido al que entonces imperaba en la prensa madrileña.
Desde la línea editorial conservadora de El Diario Montañés, Arrarás cubrió la actualidad política, social y religiosa tales como la inauguración de la Casa de Salud Valdecilla, los supuestos milagros del Cristo de Limpias y la despedida a los reyes Alfonso XIII y Victoria Eugenia, en el verano de 1929, que contó con el respaldo de El Diario Montañés, enteramente comprometido con la causa monárquica.
Pocos días antes de la sublevación de Jaca, Arrarás dejó la dirección del periódico dando paso al tradicionalista Melchor Ferrer. 
Tras reintegrarse en El Debate (1930), durante la Segunda República Arrarás colaboró en la revista Acción Española, que aglutinaba a la intelectualidad conservadora con actividad anti-republicana; aquí Arrarás se caracteriza —con su opinión y criterio— mientras interpreta como periodista los acontecimientos de la actualidad política que combinará con la crítica a los apoyos entre los partidos demócrata-republicanos, en este caso al Partido Republicano Radical Socialista:

Los partidos democráticos sólo viven por y para el poder, es la razón de su existencia. Como no están vivificados por ningún ideal, la permanencia en la oposición les agosta y desaparecen. Necesitan su «puesto al sol», las cercanías del mando. Un partido con posibilidades de Gobierno, es siempre un partido en auge, en crecimiento. Estas ventajas no se las da, la mayoría de las veces, su ideario o su programa. Puede ir sin programas y sin ideas, y, sin embargo, exhibirse con todo el aparato y atuendo de un gran partido. Ahí está para demostrarlo el radical-socialismo, y ahí está la Ezquerra, que acaban de saltar y dividirse en cien núcleos, sin que haya sido posible ni una sola vez en ninguna de sus muchas Asambleas obtener una coincidencia de pareceres y una unidad espiritual. Cada cual hace su camino, el que considera mejor y más corto para llegar al final, que es el timón y el mando de la nave del Gobierno. (...) El partido radical es esperado por muchos como esas misiones de socorro que organiza la filantropía de los Estados humanitarios o de cualquier multimillonario, para auxiliar a los países arrasados por alguna catástrofe o calamidad. Si al partido radical se le suprime este carácter reparador, será difícil que se encuentre en su programa nada que merezca la pena de un detenido estudio. Esta pugna de partidos, sin más ideal que el usufructo del poder, con las ventajas, prerrogativas y aprovechamientos que trae consigo, es la que motivó el espectáculo de la crisis, que no fue en resumen otra cosa, sino la disputa por el botín o la sabida riña de fieras a la hora de la comida.
Joaquín Arrarás. Fragmentos de un artículo en Acción Española, nº 39 de 1933.

Asimismo fue cofundador, jefe de redacción y miembro del consejo editorial del Ya, un nuevo periódico de la Editorial Católica entre 1935 y 1936. También fue editorialista del monárquico ABC. Durante el periodo republicano, tuvo que hacer frente a 28 procesos por difamación.

### Guerra y franquismo
Tras el comienzo de la guerra civil, el 4 de agosto de 1936, recibió el encargo del general Emilio Mola de que, junto con Juan Pujol, organizase los servicios de Prensa y Propaganda de la Junta golpista ubicados en Burgos. En 1937 Joaquín Arrarás sería nombrado director general de Prensa.
Durante la Guerra Civil Arrarás escribió varios libros. Entre estos destacan La última noche del Alcázar (1937) y Franco (1937) -primera biografía publicada sobre el general-. Fue el encargado también de publicar, mutilados, dos cuadernos de las memorias autógrafas de Manuel Azaña, que un diplomático unido a los sublevados le había robado en Ginebra a Cipriano Rivas Cherif, cónsul de la República española en dicha ciudad y cuñado del presidente de la República, al que éste le había confiado sus papeles. Arrarás los publicó, por entregas, seleccionando y sacando de contexto el texto de Azaña, en el ABC de Sevilla, a finales de 1937, como parte de un esfuerzo propagandístico del bando franquista para favorecer las disensiones en el campo republicano. Igualmente escribió, en colaboración con Faustino Jordana de Pozas El sitio del Alcázar de Toledo (1937), que incluía el diario de operaciones del coronel Moscardó.
Su obra más conocida es la Historia de la Cruzada Española, obra canónica de la propaganda franquista sobre la Guerra Civil, de la que fue director literario hasta el tomo XXIII. La obra contó con la colaboración de José María Pemán y la dirección artística del dibujante y pintor carlista Carlos Sáenz de Tejada.
Estos textos y otros expuestos por Arrarás en periódicos, revistas y diversos medios de comunicación del régimen franquista se caracterizaban por el elogio del régimen y sus principios y su frontal oposición a la democracia liberal y al comunismo. A partir de 1944 y hasta 1946, participó de la propaganda de RNE contra el mundo anglosajón y el comunismo soviético, entonces llamados "enemigos exteriores de España".
Joaquín Arrarás es también autor de los cuatro tomos de Historia de la Segunda República. Por el primer tomo obtuvo el Premio Nacional de literatura Francisco Franco en 1956.

### Revisionismo
Joaquín Arrarás está considerado por algunos tratadistas revisionistas como uno de los ponentes de la historiografía franquista que incorporarían a su obra el uso conceptual de la doctrina de "Cruzada" como parte del ideario y del argumentario político-justificativo de la sublevación militar durante el proceso de la guerra civil española.

## Condecoraciones
En 1962, Joaquín Arrarás fue concedorado con la gran cruz de la Orden de Isabel la Católica al mismo tiempo que Salvador Dalí.

## Obras
- Franco (1937)
- La última noche del Alcázar (1937)
- El sitio del Alcázar de Toledo (1937). En colaboración con Faustino Jordana de Pozas.
- Historia de la Cruzada Española (1938), obra en 8 volúmenes, donde se abordan la Guerra Civil y sus antecedentes.
- Francisco Franco. The Times and the Man (1937). En colaboración con J. Manuel Espinosa.
- Memorias íntimas de Azaña (1939)
- Colección Vidas (1943). Varios autores. Dirigida por Joaquín Arrarás.
- Historia de la Segunda República, obra en 4 volúmenes, Editora Nacional, Madrid,  (1956)